# Охранное освещение
Охранное освещение — разновидность мер физической безопасности, применяемых в качестве профилактических и предотвращения опасности преступного вторжения или другой противоправной деятельности. Охранное освещение обеспечивает возможность обнаружения вторжения или удержания злоумышленника, а также в некоторых случаях предназначено для создания чувства безопасности у граждан.
В определенных условиях охранное освещение усугубляет безопасность в зоне. Так яркий, не экранируемый свет создает блики, ослепляет человека, тем самым ухудшая видимость и создавая благоприятные возможности для злоумышленников.